# ديف أوبراين (معلق رياضي)
ديف أوبراين (بالإنجليزية: Dave O'Brien) هو معلق رياضي أمريكي، ولد في 3 أغسطس 1963 في كوينسي في الولايات المتحدة.